# یواس‌اس پربل (دی‌دی‌جی-۴۶)
یواس‌اس پربل (دی‌دی‌جی-۴۶) (به انگلیسی: USS Preble (DDG-46)) یک کشتی بود که طول آن ۵۱۲٫۵ فوت (۱۵۶٫۲ متر) بود. این کشتی در سال ۱۹۵۹ ساخته شد.